# Mount Bingham
Mount Bingham također poznat kao South Hill je brdo (48 metara) u St. Helieru, glavnom gradu Kanalskog otoka Jersey. Ime je dobio po Sir Francisu Richardu Binghamu koji je služio kao zamjenik guvernera Jerseyja od 1924. do 1929. godine. Cesta koja kruži obalnom stranom planine Bingham poznata je pod istim imenom.

## Povijest
Tijekom njemačke okupacije Kanalskih otoka to je bio saveznički logor za ratne zarobljenike.

## Geografija
Sjeverno se nalazi Mont de la Ville na kojem je izgrađena utvrda Fort Regent između 1806. i 1814. godine. Na jugu je vojni rezervni garnizon Kraljevska milicija otoka Jersey, elektrana La Collette i isušeno zemljište na kojem je izgrađeno skladište nafte, postrojenje za energiju iz otpada i centar za recikliranje.

## Upotreba zemljišta
Prostor na kojem je nekoć bio zarobljenički logor razmatran je kao lokacija za skate park. Pokraj njega nalazi se područje koje sada koriste vozači za obuku unatrag i vozačke ispite. Na brdu se organiziriaju automobilski brdski reliji.
Travnate površine i malo javno parkiralište nalaze se iznad dječjeg igrališta s ljuljačkama i toboganom s pogledom na luku Saint Helier i zaljev Saint Aubin's Bay.
Na zapadnoj strani Mount Binghama ruše se uredi koje je prije koristio Odjel za planiranje vlade Jerseyja kako bi ih zamijenili stambenim objektima.
Na istočnoj strani nalazi sel teretana South Hil koji je sagrađen oko 1860. za vojnike u garnizonu u Fort Regentu. Sada ga koristi boksački klub.
U siječnju 2023. tamo je postavljen spomenika onima koji su poginuli u eksploziji u St Helieru 2022. godine.

## Galerija
- Skica St Helier, vjerojatno krajem 18. stoljeća, prikazuje Mont de La Ville i Mount Bingham
- Karta St Helier iz 1834. prikazuje Mount Bingham (označenu kao South Hill) na dnu
- Granofir na Mount Binghamu